# Вулнетари
Вулнетари (алб. Vulnetari; добровољци) су били добровољачка милиција састављена од Албанаца са Косова коју је основала италијанска војска после успешне инвазије Југославије. Они су служили као помоћне трупе за контролу цивила и заштиту села. Део милиције је слушио као погранична стража и под Италијанима и под Немцима. Вулнетари су се борили само на местима одакле су потицали, и против партизана и четника, против који су се показали „као вешти и одлучни борци“.
Независно од окупатора, вулнетари су често нападали и пљачкали српска села. Они су спалили стотине српских села, убили више људима и вршили кампање чишћења и на Косову и Метохији, и у оближњим областима Црне Горе и Македоније.
При крају Другог светског рата, ова милиција је штитила повлачење немачке војске. Када су се Немци повукли са Косова, вулнетари су се сакрили у својим селима.